# Economy (Pennsilvània)
Economy és una població del Comtat de Beaver (Pennsilvània) als Estats Units d'Amèrica.

## Demografia
Segons el cens del 2000 tenia 9.363 habitants, 3.528 habitatges, i 2.854 famílies. La densitat de població era de 204,2 habitants per quilòmetre quadrat.
Dels 3.528 habitatges en un 30,8% hi vivien nens de menys de 18 anys, en un 72,1% hi vivien parelles casades, en un 5,9% dones solteres, i en un 19,1% no eren unitats familiars. En el 16,7% dels habitatges hi vivien persones soles el 8% de les quals corresponia a persones de 65 anys o més que vivien soles. El nombre mitjà de persones vivint en cada habitatge era de 2,65 i el nombre mitjà de persones que vivien en cada família era de 2,99.
Per edats la població es repartia de la següent manera: un 22,2% tenia menys de 18 anys, un 6,5% entre 18 i 24, un 28,1% entre 25 i 44, un 29,6% de 45 a 60 i un 13,6% 65 anys o més.
L'edat mediana era de 42 anys. Per cada 100 dones de 18 o més anys hi havia 98 homes.
La renda mediana per habitatge era de 52.446 $ i la renda mediana per família de 60.081 $. Els homes tenien una renda mediana de 41.756 $ mentre que les dones 27.121 $. La renda per capita de la població era de 22.453 $. Entorn del 2% de les famílies i el 2,4% de la població estaven per davall del llindar de pobresa.

## Poblacions properes
El següent diagrama mostra les poblacions més properes.